# Церква Святого Володимира (Теребовля)
Церква Святого Володимира (колишній костел Внебовзяття Пресвятої Діви Марії) — культова споруда, діючий храм Теребовлянського деканату Тернопільсько-Бучацької єпархії Православної церкви України в місті Теребовлі Тернопільської області. Пам'ятка архітектури. Становить єдиний комплекс разом з колишнім кляштором кармелітів.

## Історія
У 1617 році міський староста Петро Ожга фундував у Теребовлі монастир кармелітів, які тоді ж оселились тут. І вже 1620 року на земельній ділянці, подарованій під їхній костельно-монастирський комплекс Миколаєм і Катериною Осінськими, Броніславом Грушецьким та Миколаєм Войновським, було збудовано мурований костелик, що потім став пресбітерієм храму. 30 травня 1620 року архієпископ Андрій Прухницький дозволив у ньому богослужіння, а 22 липня цього ж року - поховання жертводавців у крипті святині. Потім поряд постав дерев'яний монастир.
Будівництво мурованого монастиря та продовження спорудження костелу (основної частини будівлі) відбулись у 30-х та завершились у першій половині 40-х років виготовленням головного вівтаря. У 1649 році кармеліти покинули Теребовлю, остерігаючись козаків і татар, проте через кілька тижнів повернулись, та взялись за викінчення храму і монастиря. 1672 року костельно-монастирський комплекс постраждав під час турецького нападу, а ченці перебрались до парафіяльних будівель, проте вже наступного року повернулись до монастиря.
Наприкінці XVII - на початку XVIII століть занотовано ремонтні роботи з відбудови монастиря та костелу, а в 20-х - 70-х роках XVIII століття відбулись значні будівельно-відновлювальні роботи, по'вязані із оздобленням та оснащенням храму. 1777 року костел консекрував єпископ-помічник Львівський Криспін Цешковський. У 1784 році через поганий стан парафіяльного дерев'яного храму парафіяльні богослужіння перенесли до кармелітської святині, чергові праці з відновлення якої тривали також у 90-х роках цього століття, а перший поверх монастиря став парафіяльним будинком. У 1816 році костел мав аж дев'ять вівтарів.
Попри ремонтні роботи, які здійснювались протягом ХІХ століття, у 90-х роках технічний стан храму став настільки поганим, що богослужіння перенесли до місцевої греко-католицької церкви, а 1903 року костел зачинили повністю. У 1907-1910 роках розпочали його ремонт, який продовжився у міжвоєнний період. 1919 року храм знову став парафіяльним, а повністю перейшов до кармелітів лише наприкінці 20-х років після спорудження нового парафіяльного костелу cвв. Апп. Петра і Павла. Наприкінці 30-х років храм мав теж дев'ять вівтарів - головний середини ХІХ століття із шанованим образом Матері Божої з Дитятком першої чверті XVII століття та бічні Преображення Господнього, св. Терези Авільської, св. Йосифа, Пресвятого Серця Ісуса, св. Юди Тадея, св. Миколая, св. Магдалини і св. Антонія Падуанського середини XVIII століття.
У січні 1945 року останні кармеліти покинули Теребовлю разом із частиною костельного майна. Храм стали використовувати як склад лакофарбових матеріалів. 1987 року у ньому виникла пожежа, яка знищила рештки інтер'єру святині. На початку 90-х років колишній костел передали Українській Автокефальній Церкві, і нині після належного ремонту та часткової перебудови він є храмом св. Володимира Православної Церкви України.

## Опис
Костел Внебовзяття Пресвятої Діви Марії в плані тринавний з прямокутною західною частиною. Зовнішнє оздоблення костелу доволі просте, без особливого декору. З південної та північної сторони споруджено по два контрфорси, з північної — келії. Також були великі підземелля, у яких, зокрема, були захоронення духовенства та міської знаті.
У першій половині ХХ ст. проводилась реставрація. В післявоєнні часи в монастирі була влаштована фабрика ялинкових прикрас. 1987 року у костелі трапилася велика пожежа. Невдовзі споруда була передана Українській автокефальній православній церкві. Після ремонту були встановлені два куполи на фасад храму. 1990 року у храмі відбулася перша літургія.

## Меценати
Серед багатьох меценатів можна виділити:
- Пйотр Ожґа, староста теребовельський — фундатор, гроші, земельна ділянка (ґрунт)
- Януш Тишкевич, Марцін Казановський — гроші, 1633 р.[7]
- Єжи Калиновський (чернігівський воєвода) — гроші, 1642 р.
- Катажина Сенявська (вдова гетьмана Адама Єроніма) — гроші, 1642 р.[8]
- Анджей Косінський (воєвода плоцький) — гроші, 1645 р.
- Міхал Францішек Потоцький — (в кляшторі був його портрет[9])
- Стефан Потоцький — батько Миколи Василя Потоцького — був доброчинцем костелу оо. Кармелітів в Теребовли (в захристі був його портрет).[10]; ймовірно, це був коронний референдар Стефан Потоцький
- Йоахім Кароль Потоцький — підчаший Великого Князівства Литовського, теребовлянський староства — кошти для виготовлення органу львівським майстрами Стефаном Уніцьким, Францішеком Енджеєвським у 1759 році,[11] ймовірно, кошти для виготовлення другого годинника для костелу[12]

## Галерея

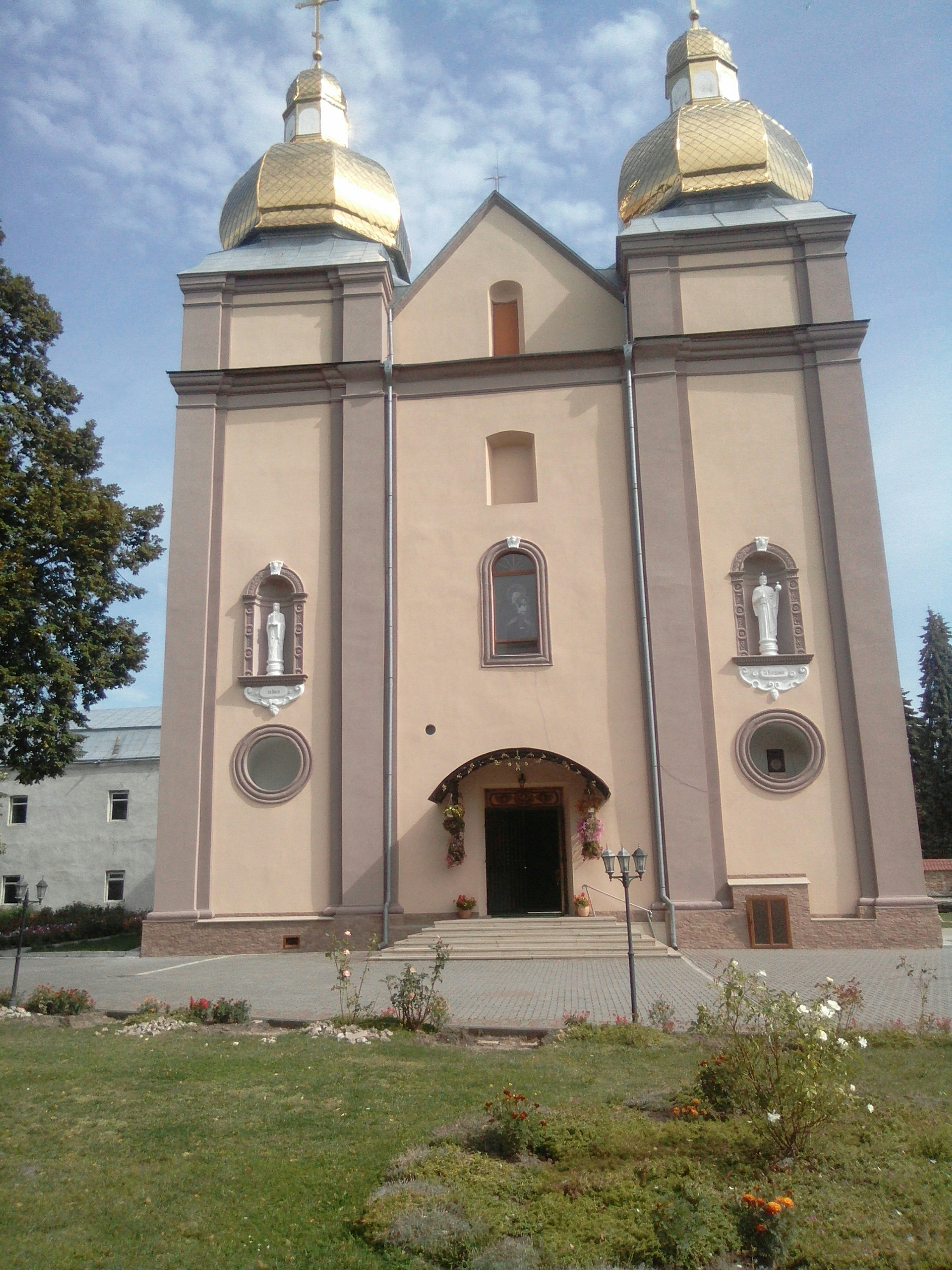
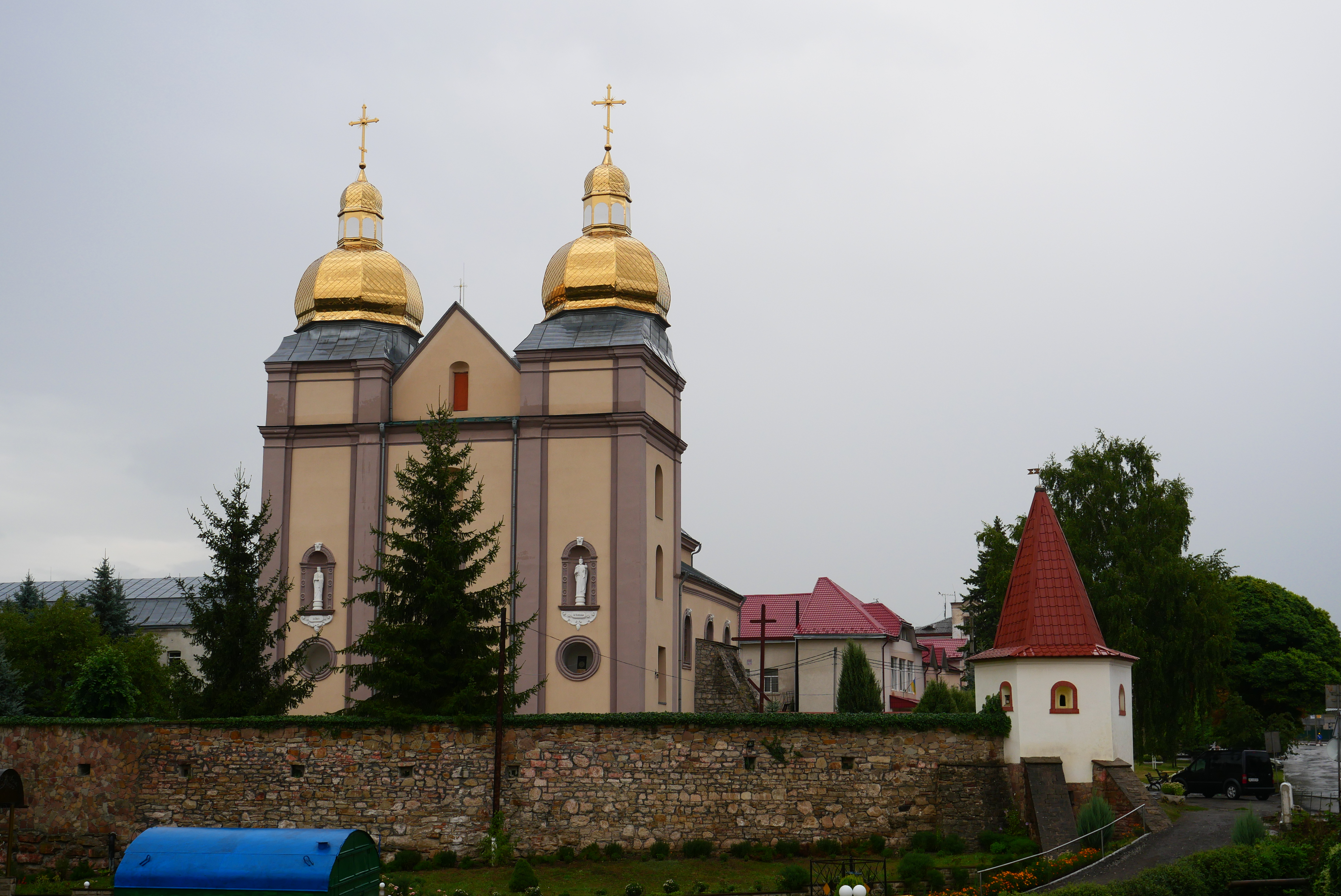